# Bradley de Nooijer
Bradley de Nooijer (Oost-Souburg, 7 november 1997) is een Nederlands voetballer die als verdediger speelt. Hij verruilde FC Dordrecht in 2017 voor Viitorul Constanța.

## Carrière
De Nooijer debuteerde op 5 augustus 2016 in het betaalde voetbal, in een met 1-1- gelijk gespeelde thuiswedstrijd van FC Dordrecht tegen FC Oss. Hij had het seizoen ervoor (2015/16) één wedstrijd op de bank gezeten, maar kwam toen niet in actie. In juli 2017 werd hij door zijn vader uit de selectie gezet en daarna verliet hij de club. Hij liep stage bij MVV Maastricht maar keerde weer terug bij Dordrecht en zat op de bank tijdens de eerste wedstrijd van het seizoen 2017/18. Een week later verliet hij Dordrecht definitief om zijn loopbaan te vervolgen bij Viitorul Constanța, de kampioen van de Liga 1 in het voorgaande seizoen. Met zijn club won hij in 2019 de Roemeense voetbalbeker en de Roemeense supercup. In februari 2021 werd hij verhuurd aan het Oekraïense Vorskla Poltava. Vanaf 1 juli 2022 speelt hij voor CSKA Sofia.

### Clubstatistieken
| Seizoen                    | Club               | Competitie     | Competitie | Competitie | Beker | Beker | Internationaal | Internationaal | Totaal | Totaal |
| Seizoen                    | Club               | Competitie     | Wed.       | Dlp.       | Wed.  | Dlp.  | Wed.           | Dlp.           | Wed.   | Dlp.   |
| -------------------------- | ------------------ | -------------- | ---------- | ---------- | ----- | ----- | -------------- | -------------- | ------ | ------ |
| 2015/16                    | FC Dordrecht       | Eerste divisie | 0          | 0          | 0     | 0     | —              | —              | 0      | 0      |
| 2016/17                    | FC Dordrecht       | Eerste divisie | 36         | 0          | 1     | 0     | —              | —              | 37     | 0      |
| 2017/18                    | Viitorul Constanța | Liga 1         | 22         | 0          | 2     | 0     | —              | —              | 24     | 0      |
| Carrièretotaal             | Carrièretotaal     | Carrièretotaal | 58         | 0          | 3     | 0     | 0              | 0              | 61     | 0      |
| Bijgewerkt op 23 juli 2018 |                    |                |            |            |       |       |                |                |        |        |

## Persoonlijk
De Nooijer is een zoon van Gérard de Nooijer, ook zijn trainer toen bij FC Dordrecht speelde. Zijn oom is Dennis de Nooijer en diens zoon Jeremy de Nooijer is zijn neef.